# Ein Kessel Buntes
Ein Kessel Buntes (doslova Barevný kotel) byl východoněmecký televizní hudebně-zábavní pořad, vysílaný televizí NDR od roku 1972 na programu DDR1. Po znovusjednocení Německa byl převzat televizí ARD, která jeho vysílání ukončila v roce 1992.
Pořad přebírala i tehdejší Československá televize, kde ho živě komentoval Jiří Šrámek.

## Historie

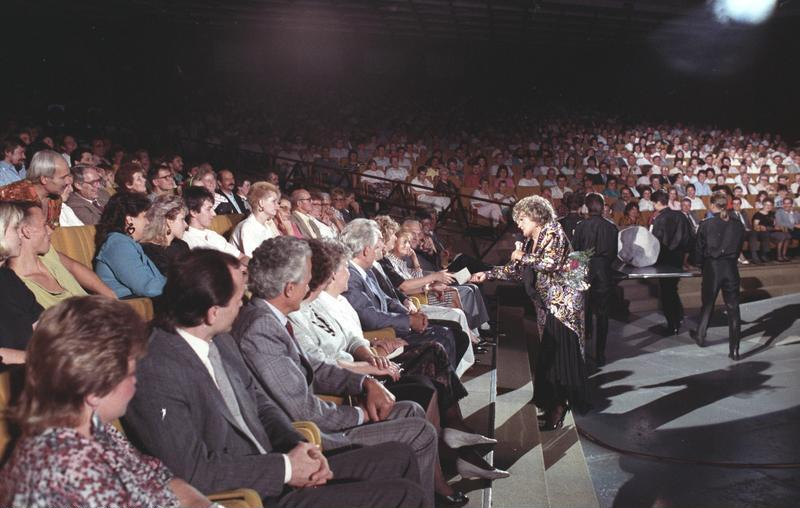
Ein Kessel Buntes z 23. září 1989

Pořad byl poprvé vysílán 29. ledna 1972. Byl natáčen šestkrát ročně ve velkých halách, většinou v berlínském Friedrichstadt-Palastu, ale také v Paláci republiky, Paláci kultury v Drážďanech, městské hale v Chotěbuzi nebo kulturním domě v Geře. Pořad se měsíčně střídal s Da liegt Musike drin. Ein Kessel Buntes měl být přehlídkou východoněmecké zábavy a také vystupovat jako prime time vysílání, konkurující večernímu sobotnímu programu západoněmeckých ARD a ZDF, což byl důvod, proč nebylo šetřeno náklady na mezinárodní hvězdy. Jednalo se například o Mireille Mathieu, Precious Wilson, Abbu, The Rubettes, Penny McLean, Showaddywaddy, Racey nebo Katju Ebstein. Z českých umělců vystupovali např. Karel Gott nebo Helena Vondráčková.
Zpočátku pořad uvádělo kabaretní trio Die drei Dialektiker ve složení Manfred Uhlig, Lutz Stückrath a Horst Köbbert. Později se Ein Kessel Buntes vyznačoval průběžnou změnou moderátorů, mezi nimiž byli Monika Hauff a Klaus-Dieter Henkler, Dagmar Frederic, Helga Hahnemann, Willi Schwabe, Petra Kusch-Lück, Wolfgang Lippert, Günter Schubert, Heinz Rennhack, Gunter Sonneson a O. F. Weidling.
Pořad byl vysílán i v sovětské a československé televizi. Po znovusjednocení Německa byly koncept a název převzaty ARD, a od 12. ledna 1991 byl celkem desetkrát vysílán s moderátorem Karstenem Speckem. Poslední díl byl odvysílán 19. prosince 1992.
Na celkem 118 dílech za více než dvacet let spolupracovalo celkem téměř 11 000 lidí, včetně moderátorů, umělců, herců, zpěváků, tanečníků a hudebníků.